# Jelcz 043
Jelcz 043 — польский автобус междугородного назначения, выпускавшийся в период между 1959 и 1986 годами компанией Jelcz в городе Ельч-Лясковице. Эта модель внешне схожа с чехословацким автобусом Škoda 706 RTO. Из-за своего внешнего вида, в народе его называют огурцом.
Перевозки людей между городами в послевоенной Польше росли. Поэтому существовала необходимость выпуска на отечественных предприятиях автобусов большой вместимости. В 1957 году, из-за отсутствия предложений со стороны единственного, на тот момент, польского производителя автобусов, Autosan, была начата работа над автобусом Odra A81, который был основан на решениях грузовика Żubr A80. Несмотря на положительные результаты тестирования этой модели, было принято решение о прекращении дальнейших работ и начале сотрудничества с чехословацкой фирмой Škoda.

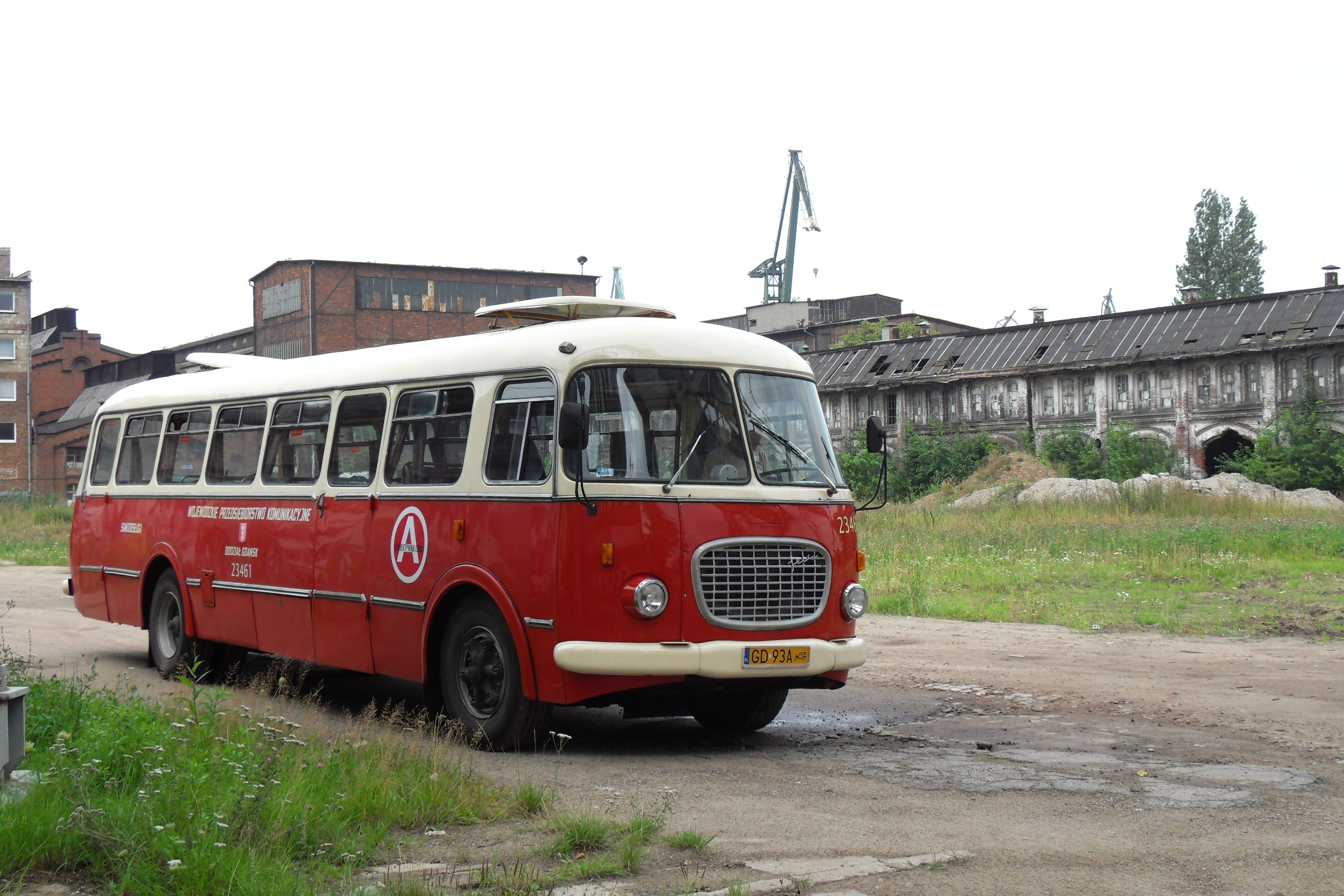
Jelcz 043, территория Гданьской судоверфи

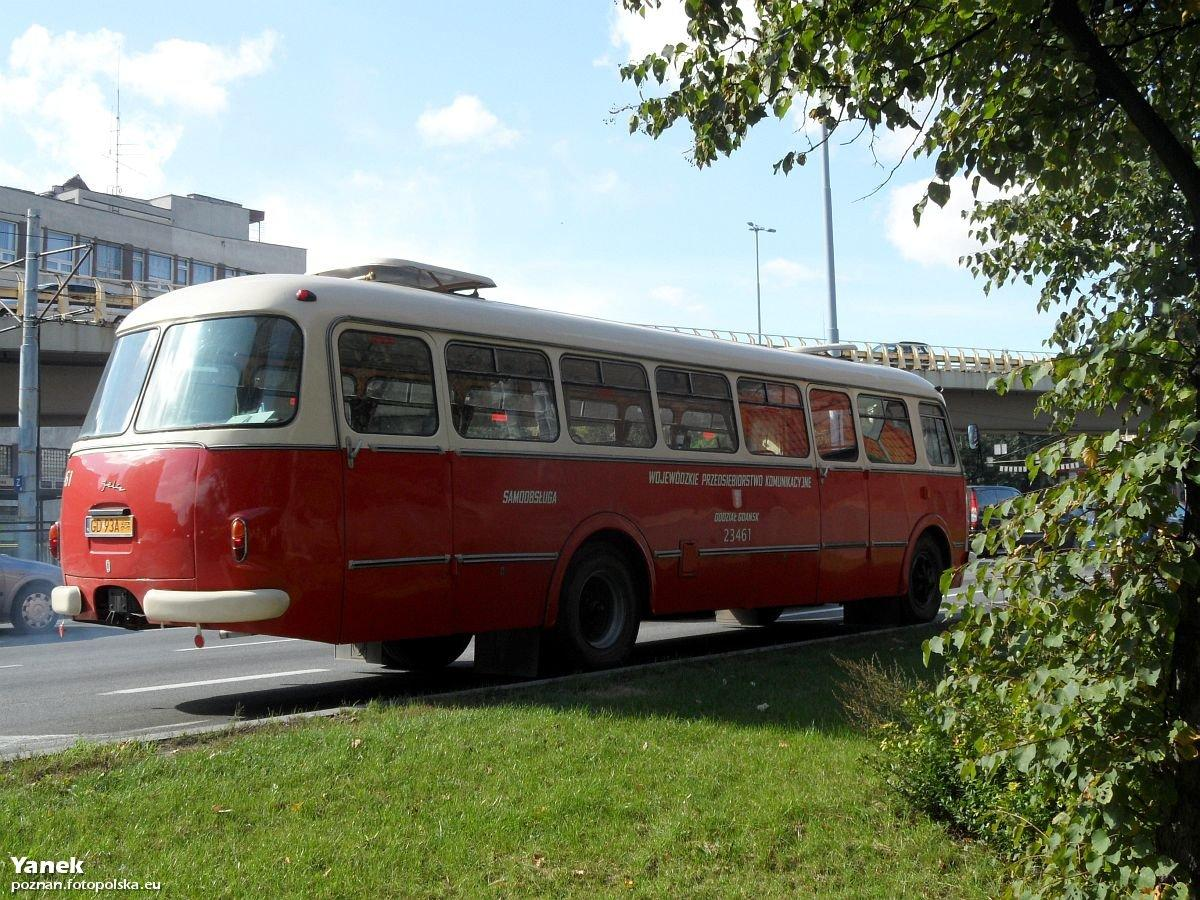
Jelcz 043, Гданьск

6 декабря 1958 года было подписано соглашение между польской и чехословацкой сторонами, о передаче лицензии компании Jelcz на производство междугороднего автобуса Skoda 706 RTO с кузовом конструкции компании Karosa, из города Високе-Мито. По условиям договора, на чешские шасси устанавливались изготовленные по лицензии кузова. В конце 1959 года была собрана первая пробная серия автобуса Jelcz 043 из 20 штук (некоторые источники дают информацию о 4 единицах). В следующем году, после развертывания производственного процесса было произведено уже около 200 таких автомобилей.
Рама автобуса изготавливалась из прессованной листовой стали, а кузов из стальных профилей, соединяемых между собой сваркой. Внешняя облицовка выполнялась их стальных листов, крепившихся к каркасной конструкции кузова с помощью заклепок. В правой боковой стороне автобуса размещаются две одностворчатые двери шириной 900 мм, с левой стороны имелась водительская дверь. Салон высотой 1900 мм предназначался для перевозки 42 пассажиров на стационарных сидячих местах, и 10 на дополнительных откидных сиденьях. Салон модели 043 отапливался нагревателем, питающимся из топливного бака, либо на водяном пару. Поскольку подпольные багажники были небольшие, для перевозки багажа пассажиров были предусмотрены внутренние полки, расположенные над боковыми окнами и багажник на крыше (в более поздних моделях не устанавливались).
В качестве силовой установки автобуса Jelcz 043 использовался импортировавшийся из Чехословакии, и оснащенный непосредственным впрыском топлива, 6-цилиндровый, рядный дизельный двигатель от Skoda 706 RT, с рабочим объемом 11781 см³ и максимальной мощностью 160 л.с. (117,6 кВт). Коробка передач механическая, 5-ступенчатая. Двигатель расположился в передней части автобуса, над осью передних колес, привод на задние колеса передается с помощью вала.
Несмотря на появление в 1979 году нового междугородного автобуса Jelcz PR110IL, и в 1984 году его преемника PR110D, производство модели Jelcz 043 было завершено только в 1986 году.
На базе модели Jelcz 043 были сконструированы городские автобусы Jelcz 272 MEX, Jelcz AP-02 и Jelcz 021, туристические автобусы Jelcz 014 Lux/Jelcz 015 Lux и пригородный автобус Jelcz 041.
Усовершенствованной версией автобуса Jelcz 043 был Jelcz 044, автомобиль с аналогичным кузовом и подвеской, но с совершенно другой трансмиссией. На нем используется двигатель ZS типа SW 680/55 производства WSK Mielec по лицензии английской фирмы Leyland. Вертикальный блок с прямым впрыском, показывал мощность 200 л.с. (147 кВт) при 2200 об/мин, и имел объём 11,1 дм³. Сменились на автомобиле также сцепление, коробка передач, редуктор моста и вал. Благодаря повышенной мощности двигателя, улучшились тяговые характеристики, а «медленный» ведущий мост облегчал преодоление подъемов, поэтому эти автобусы прекрасно двигались по горным районам.